# Bertel von Bonsdorff
Bertel Magnus von Bonsdorff, född 19 april 1904 i Helsingfors, död där 10 januari 2004, var en finländsk läkare.

## Biografi
Efter studentexamen 1921 vid Nya Svenska Läroverket blev von Bonsdorff medicine licentiat 1931 och medicine och kirurgie doktor 1933. Han var assistentläkare vid Maria sjukhus i Helsingfors 1932–1934, vid första medicinska kliniken 1934–1935, biträdande lärare 1935–1938 och biträdande överläkare 1939–1946. Han var docent i inre medicin vid Helsingfors universitet 1935–1947, t.f. professor i inre medicin 1946–1947 och blev ordinarie professor och prefekt för fjärde medicinska kliniken 1947. Han publicerade bland annat undersökningar över direkt mätning av blodtrycket; särskilt känd blev han för sin forskning om den anemi som förorsakas av den breda bandmasken.
Under von Bonsdorffs ledning utvecklades fjärde medicinska kliniken till ett centrum för finlandssvensk medicin och det medicinska forskningsinstitutet Minerva grundades 1959 på hans initiativ. Han var ordförande för Samfundet Folkhälsan 1962–1980, medlem av farmakopékommittén 1946–1964 och av Statens naturvetenskapliga centralkommission 1950–1955. Han blev ledamot av Finska Vetenskapssocieteten 1939, var dess ordförande 1962–1963, hedersledamot av Sjuksköterskeföreningen i Finland 1955, av Finska Läkaresällskapet 1960 och blev filosofie hedersdoktor vid Åbo Akademi 1968. 

### Familj
Bertil von Bonsdorff var son till Carl von Bonsdorff och far till Bengt von Bonsdorff och Magnus von Bonsdorff.